# William M. Hoge

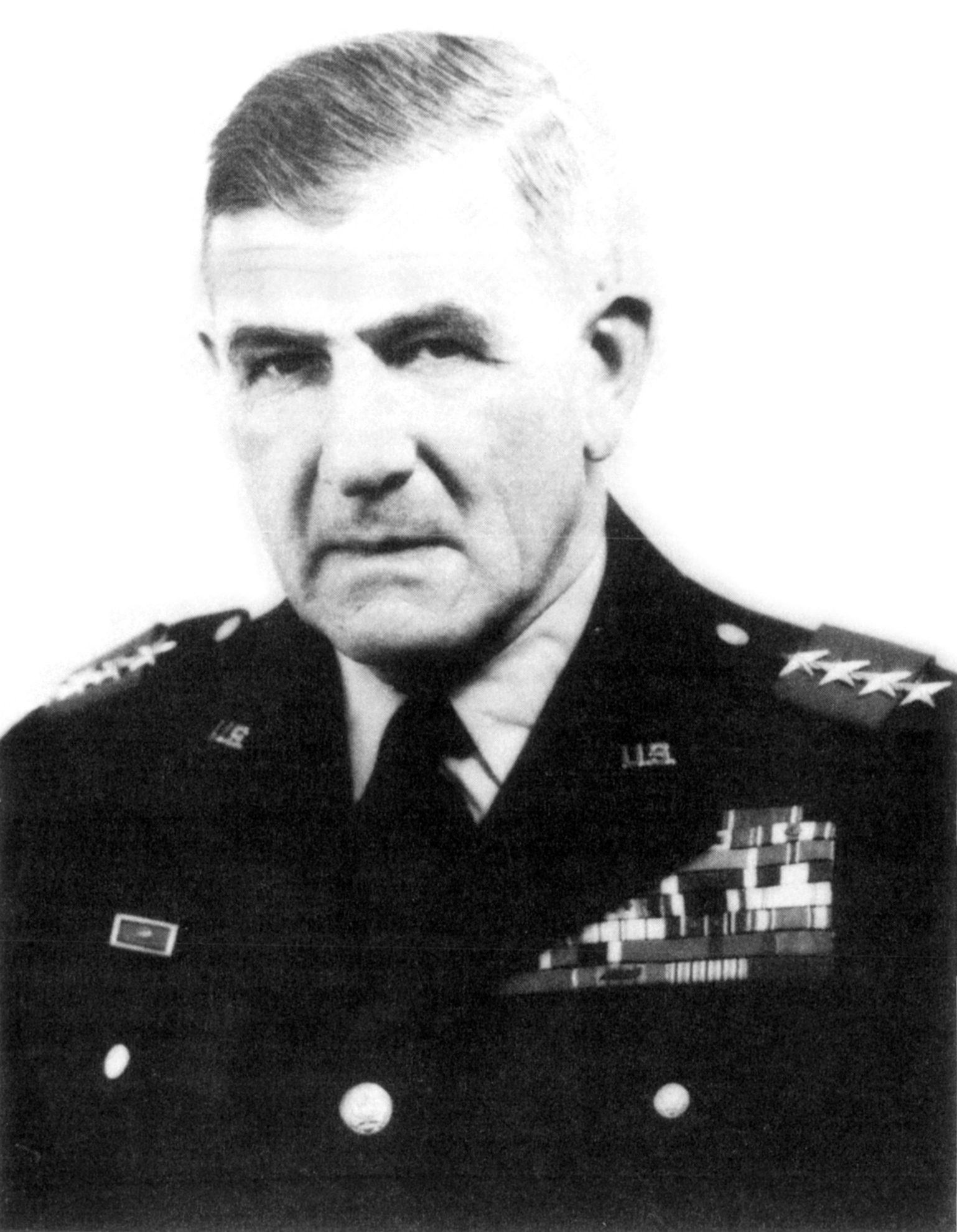
William M. Hoge

William Morris Hoge (* 13. Januar 1894 in Boonville, Cooper County, Missouri; † 29. Oktober 1979 in Fort Leavenworth, Kansas) war ein General der United States Army. Er war unter anderem Kommandeur der United States Army Europe (USAREUR).
William Hoge studierte zunächst bis 1911 an der Wentworth Military Academy in Lexington in Missouri, an der sein Vater Schulleiter war. In den Jahren 1912 bis 1916 durchlief er die United States Military Academy in West Point. Nach seiner Graduation wurde er als Leutnant den Pionieren zugeteilt. In der Armee durchlief er anschließend alle Offiziersränge vom Leutnant bis zum Vier-Sterne-General.
Im Lauf seiner militärischen Karriere absolvierte Hoge verschiedene Kurse und Schulungen. Dazu gehörten unter anderem das Massachusetts Institute of Technology und das Command and General Staff College.
In seinen jüngeren Jahren absolvierte er den für Offiziere in den niederen Rangstufen üblichen Dienst in verschiedenen Einheiten und Standorten in den Vereinigten Staaten. Dazu gehörten auch Aufgaben als Stabsoffizier in verschiedenen Hauptquartieren. Gleich zu Beginn seiner militärischen Laufbahn wurde er im Jahr 1916 in Texas an der mexikanischen Grenze stationiert, wo es damals zu Spannungen zwischen den Vereinigten Staaten und Mexiko kam. Nach dem Eintritt der Vereinigten Staaten in den Ersten Weltkrieg wurde Hoge mit dem neuaufgestellten 7th Engineer Regiment nach Frankreich zum Kriegseinsatz beordert, wo er unter anderem an der Maas-Argonnen-Offensive beteiligt war. Er blieb bis Juli 1919 in Europa, wo er als Angehöriger des Pionierkorps an Arbeiten zur Verbesserung der Infrastruktur nach den kriegsbedingten Zerstörungen in Frankreich und Luxemburg beteiligt war.
In den folgenden Jahren war Hoge unter anderem mit Ausbildungsaufgaben, einschließlich seiner oben erwähnten eigenen Fortbildung, beschäftigt. Er war unter anderem Dozent für Militärwissenschaft am Virginia Military Institute und unterrichtete auch an der Infantry School in Fort Benning in Georgia. Daneben war er auch als Engineer tätig. Zu den Aufgaben seines Korps gehörten der Hochwasserschutz, der Ausbau von Hafenanlagen und deren militärischer Verteidigung, und Flussregulierungen, sowie der Bau von Schleusen und Stauwerken, Kanälen und Flugplätzen.
Von Juli 1931 bis September 1932 war Hoge Mitglied der Mississippi River Commission in Vicksburg im Bundesstaat Mississippi. Anschließend wurde er zum Engineer-Bezirk (Pionierbezirk) Memphis versetzt, wo er zunächst Stabsoffizier war und dann bis Mai 1935 als Bezirksleiter amtierte. Daran schloss sich eine Versetzung auf die Philippinen an, wo er in den Jahren 1935 bis 1937 einen Pioniereinheit in Fort William McKinley kommandierte. Am Ende seiner Zeit auf den Philippinen stieg er bis zum leitenden Offizier der Engineer-Einheiten der US-Armee auf den Philippinen auf.
Nach seiner Heimkehr übernahm Hoge die Leitung des Engineer-Bezirks in Omaha in Nebraska. Dort gehörten Aufgaben wie der Bau von Staustufen und Schleusen und der Hochwasserschutz am Missouri River zu seinen Aufgaben. Im Dezember 1940 übernahm er das Kommando über das Engineer Replacement Training Center in Fort Belvoir in Virginia. Diese Ausbildungseinheit sollte die Soldaten des Corps of Engineers auf den drohenden Krieg vorbereiten. Diesen Posten bekleidete er bis Februar 1942. In diese Zeit fiel der amerikanische Eintritt in den Zweiten Weltkrieg.
Im Februar 1942 wurde William Hoge mit der Leitung des gerade beschlossenen Baus des Alaska Highways betraut. Dieses Amt behielt er bis Mitte September 1942. In den folgenden Jahren nahm er als kommandierender General verschiedener Einheiten aktiv am Kriegsgeschehen in Europa teil. Er kommandierte Einheiten der 8. und 9. Panzerdivision und Sonderbrigaden des Corps of Engineers. Er wurde nach Großbritannien verlegt und in die Vorbereitungen der Landung des V. Korps am Omaha Beach eingebunden. In der Folge nahm er mit seiner Spezialeinheit der Engineers auch an der dortigen Landung am 6. Juni 1944 teil. Anschließend kommandierte Hoge von Juli bis Oktober 1944 den 16th Port in Frankreich, einen strategischen Nachschubhafen der Alliierten. Von November 1944 bis März 1945 kommandierte er eine Brigade (Combat Command B) der 9. Panzerdivision, die aus Nordfrankreich über Luxemburg nach Deutschland vordrang. Dabei war er unter anderem an der Abwehr der deutschen Ardennenoffensive beteiligt. Seiner Einheit fiel die damals noch intakte Ludendorff-Brücke bei Remagen in die Hände, was die Rheinüberquerung für die Truppen der Alliierten erleichterte. Zwischen März und Juni 1945 kommandierte Hoge die 4. Panzerdivision, die ebenfalls in Europa eingesetzt war und dann in Deutschland zu den Besatzungstruppen gehörte.
Von Juli bis Dezember 1945 war William Hoge erneut auf den Philippinen und leitete die dortige Verteidigungsbehörde (Chief of Filipino Defense Mission). Es folgten weitere Kommandos im Bereich des Corps of Engineers. So leitete er für einige Zeit deren New England Division. Von Januar 1946 bis Mai 1948 war er Kommandeur des Engineer Center in Fort Belvoir und damit in Personalunion Leiter der dortigen Engineer School. Als Nächstes wurde er nach Triest in Italien versetzt, wo er bis 1951 das Kommando über die dort stationierten amerikanischen Truppen innehatte. Es folgte seine Versetzung nach Südkorea, wo er das Kommando über das IX. Korps erhielt, mit dem er am Koreakrieg teilnahm.
In den Jahren 1952 und 1953 kommandierte Hoge die 4. Armee in Fort Sam Houston in Texas sowie den dortigen Militärstandort. Anschließend, kehrte Hoge nach Deutschland zurück, wo er von März bis September 1953 die dort stationierte 7. Armee kommandierte, die damals noch nicht mit der United States Army Europe (USAREUR) verschmolzen war. Allerdings wurde er am 29. September 1953 als Nachfolger von Charles L. Bolte neuer Oberbefehlshaber von USAREUR in Heidelberg. Dieses Kommando hatte er bis zum 1. Februar 1955 inne. Dann ging er in den Ruhestand.
William Hoge verbrachte den ersten Teil seines Lebensabends in Lexington (Missouri). 1975 zog er auf die Farm seines Sohnes in Kansas. Er starb am 29. Oktober 1979 in einem Militärkrankenhaus in Fort Leavenworth und wurde auf dem amerikanischen Nationalfriedhof Arlington beigesetzt.

## Orden und Auszeichnungen
William Hoge erhielt im Lauf seiner militärischen Laufbahn unter anderem folgende Auszeichnungen:
- Distinguished Service Cross
- Army Distinguished Service Medal
- Silver Star
- Legion of Merit
- Bronze Star Medal
- Air Medal
- Army Commendation Medal
- Purple Heart
- Mexican Border Service Medal
- World War I Victory Medal
- Army of Occupation of Germany Medal
- American Defense Service Medal
- American Campaign Medal
- European-African-Middle Eastern Campaign Medal
- Asiatic-Pacific Campaign Medal
- World War II Victory Medal
- Army of Occupation Medal
- National Defense Service Medal
- Korean Service Medal
- Order of the Bath (Großbritannien)
- Distinguished Service Order (Großbritannien)
- Orden der Ehrenlegion (Frankreich)
- Croix de Guerre (Frankreich)
- Kronenorden (Belgien)
- Ordine Militare d’Italia (Italien)
- Ordem do Mérito Militar (Brasilien)
- Tschechoslowakisches Kriegskreuz 1939 (Tschechoslowakei)
- Kutusoworden (Sowjetunion)
- Order of Military Merit (Südkorea)
- United Nations Korea Medal